# Maria Enzersdorf
Maria Enzersdorf este o localitate din Austria Inferioară cu o populație de 8.482 de locuitori.